# جاستن غرين
جاستن غرين (بالإنجليزية: Justin Green)‏ هو لاعب كرة قدم أمريكية أمريكي، ولد في 30 أبريل 1982 في سان دييغو في الولايات المتحدة.

## وصلات خارجية
- جاستن غرين على موقع مرجع كرة القدم المحترفة.كوم (الإنجليزية)